# Tetrastemma rollandi
Tetrastemma rollandi är en djurart som tillhör fylumet slemmaskar, och som beskrevs av Louis Joubin 1905. Tetrastemma rollandi ingår i släktet Tetrastemma och familjen Tetrastemmatidae. Inga underarter finns listade i Catalogue of Life.